# Varennes-sur-Allier (tổng)
Tổng Varennes-sur-Allier là một tổng ở tỉnh Allier trong vùng Auvergne.

## Địa lý
Tổng này được tổ chức xung quanh Varennes-sur-Allier thuộc quận Vichy. Độ cao thay đổi từ 225 m (Saint-Loup) à 375 m (Billy) với độ cao trung bình 280 m.

## Hành chính
| Giai đoạn | Ủy viên                  | Đảng | Tư cách                                             |
| --------- | ------------------------ | ---- | --------------------------------------------------- |
| 16        | Élisabeth Albert-Cuisset | URB  |                                                     |
| 18        | Élisabeth Albert-Cuisset | URB  | adjointe au thị trưởng của Saint-Germain-des-Fossés |

## Các đơn vị cấp dưới
Tổng Varennes-sur-Allier gồm 15 xã với dân số là 14 641 người (điều tra năm 1999, dân số không tính trùng)
| Xã                       | Dân số | Mã bưu chính | Mã insee |
| ------------------------ | ------ | ------------ | -------- |
| Billy                    | 929    | 03260        | 03029    |
| Boucé                    | 512    | 03150        | 03034    |
| Créchy                   | 442    | 03150        | 03091    |
| Langy                    | 218    | 03150        | 03137    |
| Magnet                   | 694    | 03260        | 03157    |
| Montaigu-le-Blin         | 356    | 03150        | 03179    |
| Montoldre                | 605    | 03150        | 03187    |
| Rongères                 | 566    | 03150        | 03215    |
| Saint-Félix              | 252    | 03260        | 03232    |
| Saint-Gérand-le-Puy      | 1 029  | 03150        | 03235    |
| Saint-Germain-des-Fossés | 3 686  | 03260        | 03236    |
| Saint-Loup               | 585    | 03150        | 03242    |
| Sanssat                  | 277    | 03150        | 03266    |
| Seuillet                 | 418    | 03260        | 03273    |
| Varennes-sur-Allier      | 4 072  | 03150        | 03298    |

## Biến động dân số
| 1962                                                     | 1968   | 1975   | 1982   | 1990   | 1999   |
| -------------------------------------------------------- | ------ | ------ | ------ | ------ | ------ |
| 14 247                                                   | 15 645 | 15 353 | 15 052 | 15 202 | 14 641 |
| Nombre retenu à partir de 1962 : dân số không tính trùng |        |        |        |        |        |